# Jeff Robson
Jeff Robson, właśc. Jeffrey Ellis Robson (ur. 30 września 1926, zm. 5 września 2022) – nowozelandzki tenisista i badmintonista, wielokrotny mistrz kraju w obu dyscyplinach, reprezentant Nowej Zelandii w tenisowym Pucharze Davisa.

## Kariera zawodowa
W latach 1948–1960 zdobył dziewięć tytułów mistrza Nowej Zelandii w badmintonie w grze pojedynczej, siedem w grze podwójnej i cztery w grze mieszanej (w tym w 1953, 1955 i 1961 z żoną Heather, czołową nowozelandzką badmintonistką i tenisistką).
Jako tenisista był mistrzem kraju w grze pojedynczej w 1949, 1952 i 1956, ponadto pięciokrotnie triumfował w deblu i dwa razy w mikście. Reprezentował Nową Zelandię na arenie międzynarodowej w Pucharze Davisa, ale nieregularnie: po raz pierwszy w 1947 roku (najpierw przeciwko Norwegii, potem Czechosłowacji), po raz ostatni w 1963 (wygrana w deblu nie pomogła przed porażką z Filipińczykami, w składzie których grał ówcześnie Felicisimo Ampon). Łącznie Robson odniósł w tych rozgrywkach sześć zwycięstw i poniósł siedem porażek. W samej grze pojedynczej jego bilans to dwie wygrane i pięć porażek. Pełnił również funkcję kapitana drużyny daviscupowej.
Sporadycznie występował w imprezach wielkoszlemowych. W grze pojedynczej najdalej zaszedł na Wimbledonie w 1947 roku, kiedy osiągnął IV rundę, pokonując kolejno trzech reprezentantów gospodarzy i przegrywając z Francuzem Petrą. W 1957 roku uległ w swoich pierwszych pojedynkach w Paryżu Duńczykowi Ulrichowi, a w Londynie Australijczykowi Andersonowi. W mistrzostwach Australii zagrał raz – w 1951 roku – i wyeliminowany został w pierwszej rundzie przez Wilderspina (Australia), ale w deblu w parze z rodakiem McKenzie doszedł do ćwierćfinału. W 1954 roku był w grze podwójnej ćwierćfinalistą Wimbledonu, mając za partnera Otwaya; para nowozelandzka wyeliminowała wówczas m.in. Amerykanów Shea i Falkenburga, by w 1/4 finału, w pięciu setach, ulec Seixasowi i Trabertowi. Z kolei w grze mieszanej na Wimbledonie 1954 roku Robson (w parze z żoną) doszedł do IV rundy.
W uznaniu kariery badmintonowej i tenisowej w 1990 został wpisany został do galerii sław sportu nowozelandzkiego.